# Elektrochemische Gaspumpe

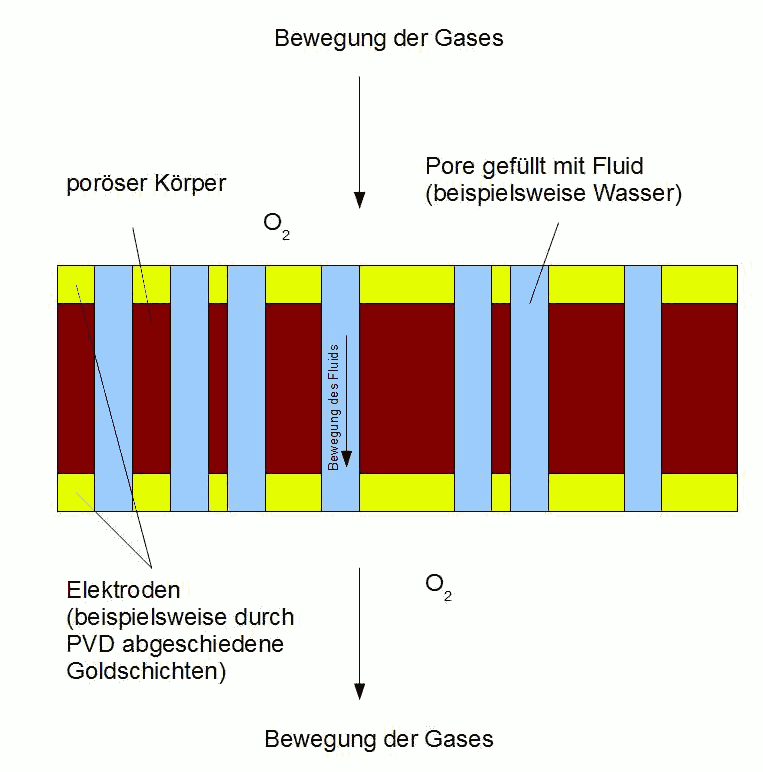
Prinzipskizze Kreislaufpumpe

Eine elektrochemische Gaspumpe ist eine Pumpe zur Bewegung von Gasen durch elektrochemische Prozesse.

## Funktionsweisen

### Verdrängungspumpe
Durch die elektrochemische Zersetzung eines Stoffes (beispielsweise Wasser durch Wasserelektrolyse in Wasserstoff und Sauerstoff) wird eine Volumenvergrößerung erreicht. Die Ausdehnung dieser Ausgangsmasse wird anschließend genutzt, um ein Gas oder eine Flüssigkeit zu verdrängen und somit zu pumpen. Das maximal pumpbare Volumen ist durch die limitierte Menge an Reaktionspartnern begrenzt.

### Kreislaufpumpe
Die elektrochemische Kreislaufpumpe besteht aus einem porösen Körper, in dessen Poren sich ein Fluid (beispielsweise destilliertes Wasser) befindet. Außerhalb der Poren befindet sich das zu dem Reaktionspartner passende, zu pumpende Gas (Sauerstoff). Über dem porösen Körper wird ein elektrisches Feld angelegt.
Bei Anlegen einer Spannung entsteht infolge von Elektrolyse an der Anode Sauerstoff und somit ein Überdruck, während an der Kathode Wasserstoff entsteht. Infolge der Energiezufuhr durch den elektrischen Strom kommt es an der Kathode zusätzlich zu einer Reaktion von Wasserstoff und Sauerstoff zu Wasser. Das entstehende Wasser wird durch kapillare Kräfte in die Poren gesaugt und ersetzt dort das elektrolytisch Zersetzte. Das Gasvolumen auf der Kathodenseite nimmt infolgedessen ab, während das auf der Anodenseite zunimmt. Es entsteht ein Kreislauf, der zu einem Pumpeffekt führt.